# گراویتی
گراویتی (کره‌ای: 그라비티 주식회사) شرکت بازی ویدئویی کره‌ای است، که در سال ۲۰۰۰ تأسیس شد.